# Pieter Hoekman
Pieter Hoekman (Urk, 14 januari 1917 – Keent, 6 november 1943) was een Engelandvaarder die sneuvelde tijdens een missie om de zendapparatuur van twee gestrande Engelandvaarders in veiligheid te brengen.

## Biografie
Hoekman werd op 14 januari 1917 op Urk geboren als zoon van smid Albert Hoekman (1865–1940) en Grietje Hakvoort (1877–1966). Verder telde het gezin nog zeven broers en twee zussen. Hij werd gedood door de bezetter op 6 november 1943, op 26-jarige leeftijd.

### Naar Engeland
Hoekman besloot om vlak na de bezetting in mei 1940 uit te wijken naar het nog niet bezette deel van Zuid-Frankrijk, daar kwam hij terecht in kampen die in eerste instantie bedoeld waren voor Joodse vluchtelingen. Om in zijn eigen onderhoud te kunnen voorzien was het nodig om terug te keren naar Nederland om daar de financiële middelen bij elkaar te krijgen. Gesteund door zijn familie – gouden tientjes waren in de voering van zijn kleding genaaid – wist Hoekman weer terug te keren naar onbezet gebied. In 1942 kwam hij, via Curaçao en de Verenigde Staten, aan in Engeland.

### Terug naar Nederland
In Londen werd Hoekman samen met zijn vriend Bram Grisnigt (1923–2019) geselecteerd voor de opleiding tot agent bij het Bureau Inlichtingen (BI). Het BI werkte nauw samen met de Engelse Secret Intelligence Service (SIS). Ze werden opgeleid tot radiotelegrafist en ingedeeld bij de Zendgroep Barbara. De zendgroep Barbara was samengesteld uit radiotelegrafisten van het BI. De telegrafisten van de zendgroep hadden de taak om vanuit bezet Nederland een radiocontact te onderhouden tussen het BI in Londen en de Ordedienst (OD). In de praktijk kwam het erop neer dat de militaire inlichtingen en berichten die door de contactpersonen van de OD werden aangeleverd door de agenten werden gecodeerd en doorgeseind naar het BI in Londen. Hoekman en Grisnigt behoorden tot het tweede koppel agenten dat ten behoeve van de Zendgroep Barbara boven bezet Nederland werd geparachuteerd.
In de nacht van 19 op 20 september 1943 werd Hoekman samen met zijn collega Reijer Abraham Grisnigt in de omgeving van Beugen, ten noorden van Boxmeer, boven Noord-Brabant geparachuteerd. Door een navigatiefout belandden de agenten echter ongeveer twintig kilometer te ver van hun pinpoint. Hun zendapparatuur werd in veiligheid gebracht en tijdelijk ondergebracht bij de familie van de veldwachter Gerard Beuvink in Escharen. ‘s Avonds ontmoetten ze de agent Garrelt Andreas van Borssum Buisman, de organisator en leider van de Zendgroep Barbara. Vanaf dat moment kwam Van Borssum Buisman bijna dagelijks vanuit zijn eigen schuiladres in Oss, op de fiets naar Escharen, om de agenten te instrueren.

### Plaats van tewerkstelling
Van Borssum Buisman bracht de beide agenten met hun zendapparatuur en uitrusting naar Amsterdam. In Amsterdam maakten ze kennis met Chris Tonnet. Tonnet was de contactpersoon van de OD. Grisnigt bleef in Amsterdam achter. Via de bemiddeling van Tonnet kreeg Hoekman een woon- en seinadres bij een kennis van Van Borssum Buisman, in de Balistraat, in Den Haag. Van daaruit seinde Hoekman de inlichtingen en berichten, die door Chris Tonnet werden aangeleverd, door aan het BI in Londen.
Hoewel de agenten elkaar niet te vaak in het openbaar mochten ontmoeten, besloten beide Engelandvaarders om op 6 november 1943 weer eens op bezoek te gaan bij de familie van veldwachter Beuvink in Escharen. Hier troffen ze hun collega's Marinus Verhage en Jan Hendrik Diesfeldt aan. De zendapparatuur en de uitrusting van Verhage en Diesfeldt was ondergebracht in een boerderij van de familie Zwartjes aan de Kapelstraat 1 te Keent. Omdat Verhage last had van luchtziekte, besloot Hoekman om samen met Diesfelt en de veldwachter Beuvink het materiaal te gaan ophalen.

### Verraad
De Wehrmacht was door verraad van Nederlanders echter op de hoogte van het feit dat de zendapparatuur zich in de boerderij van de familie Zwartjes bevond: twee soldaten werd opdracht gegeven post te vatten in de boerderij. Hoekman en Diesfeldt waren zich nergens van bewust en stapten ongewapend de boerderij binnen. Daar werd Hoekman onder schot gehouden en gefouilleerd op wapenbezit. Op het moment dat de ene Duitser voor de loop van de andere liep, greep Hoekman de andere Duitser en er ontstond een worsteling.
In het proces-verbaal van 19 oktober 1944 verklaren de directe getuigen Johannes Zwartjes en Theodorus Albertus Zwartjes dat Hoekman gedurende de worsteling door de borst geschoten werd, dientengevolge de lamp werd geraakt en uitging. Hoekman viel kermend op de grond en Diesfeldt ontvluchtte de kamer. Nadat de lamp door de Duitsers opnieuw ontstoken werd, bleek Hoekman volgens Zwartjes nog in leven. Toen ook de Duitse soldaten dit ook bemerkten, schoot een van hen Hoekman door het hoofd.
Op 4 mei 1945 schreef Veldwachter Beuvink in een rapport, gericht aan het hoofd van het Bureau Inlichtingen in Wassenaar, onder meer over de schietpartij in Keent. Hij rapporteerde dat hij een doffe knal hoorde toen Hoekman en Diesfeldt enige minuten binnen waren, wat tot de gedachte leidde dat Zwartjes hen de containers niet wilde overhandigen. Beuvink riep Hoekman en Diesfeldt daarom van buiten toe er geen ruzie over te maken. Nauwelijks had hij dit geroepen, toen een tweede knal volgde, waarna Diesfeldt uit de woning kwam vluchten. Hij zei Beuvink dat Hoekman door de Duitsers was doodgeschoten en het tweetal maakte zich uit de voeten: Beuvink op zijn fiets en Diesfeldt te voet, hij kon zijn fiets niet meer bereiken.
Hoekman maakte tijdens zijn radiocontacten met het BI gebruik van de codenamen Nico, Jan Post, en Frans. Tijdens zijn contacten “in het veld” gebruikte hij de schuilnaam P. Zeelenberg. Hoekman was wachtmeester van de Koninklijke Marechaussee.

## Eerbetoon

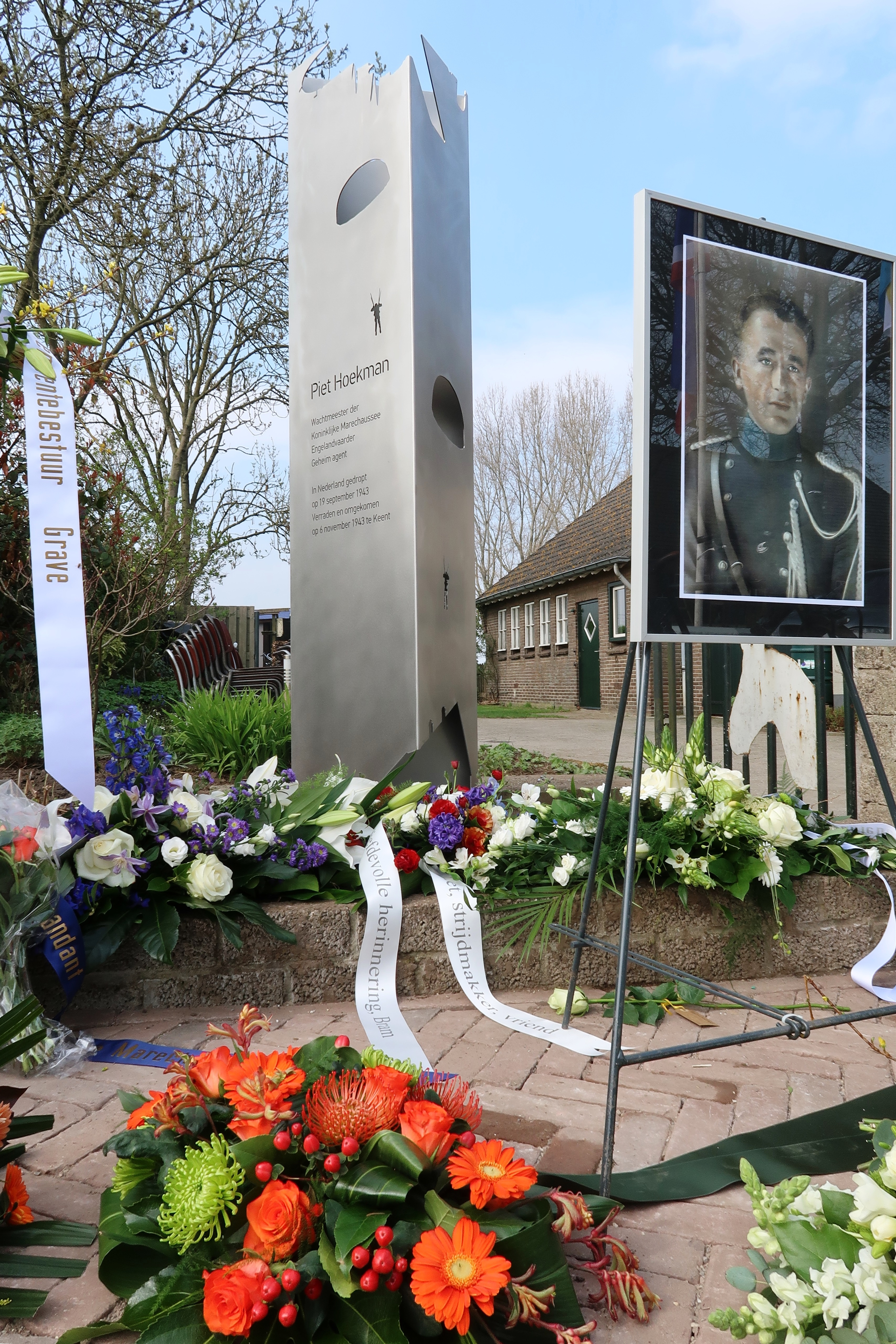
Monument ter nagedachtenis te Keent

In Urk werd een straat naar hem vernoemd. Ter nagedachtenis aan Hoekman werden in Urk en Beugen monumenten opgericht.
Op initiatief van kolonel b.d. der Koninklijke Marechaussee Jan Timmermans is ter plaatse van de boerderij van Zwartjes aan de Kapelstraat 1 te Keent een monument opgericht ter nagedachtenis aan Hoekman. Vriend en Engelandvaarder Bram Grisnigt onthulde, na een toespraak van burgemeester van Urk Pieter van Maaren, het monument op 14 april 2018, dat symbool staat voor de laagvliegende Halifaxbommenwerper waarmee Hoekman geparachuteerd werd, de landing in Beugen en het ultieme offer van Hoekman in de boerderij te Keent.

## Onderscheidingen
- Kruis van Verdienste – 25 februari 1943
- Bronzen Leeuw (postuum) – 30 augustus 1948